# Rivière Wapus
Rivière Wapus är ett vattendrag i Kanada.   Det ligger i provinsen Québec, i den sydöstra delen av landet, 200 km norr om huvudstaden Ottawa. Rivière Wapus ligger vid sjön Lac Parapluie.
I omgivningarna runt Rivière Wapus växer i huvudsak blandskog. Trakten runt Rivière Wapus är nära nog obefolkad, med mindre än två invånare per kvadratkilometer.